# Gancho
Gancho (spanska för "krok") är en dansrörelse i den argentinska tangon där ett ben krokas kring danspartnerns ben.

## Användning och varianter
En gacho utförs ofta av följaren, men även en skicklig förare kan göra olika varianter av rörelsen. När det gäller dubbel gancho och trippelgancho är det vanligen följaren som omväxlande krokar runt förarens ben i en och samma figur.